# Peter Raabe

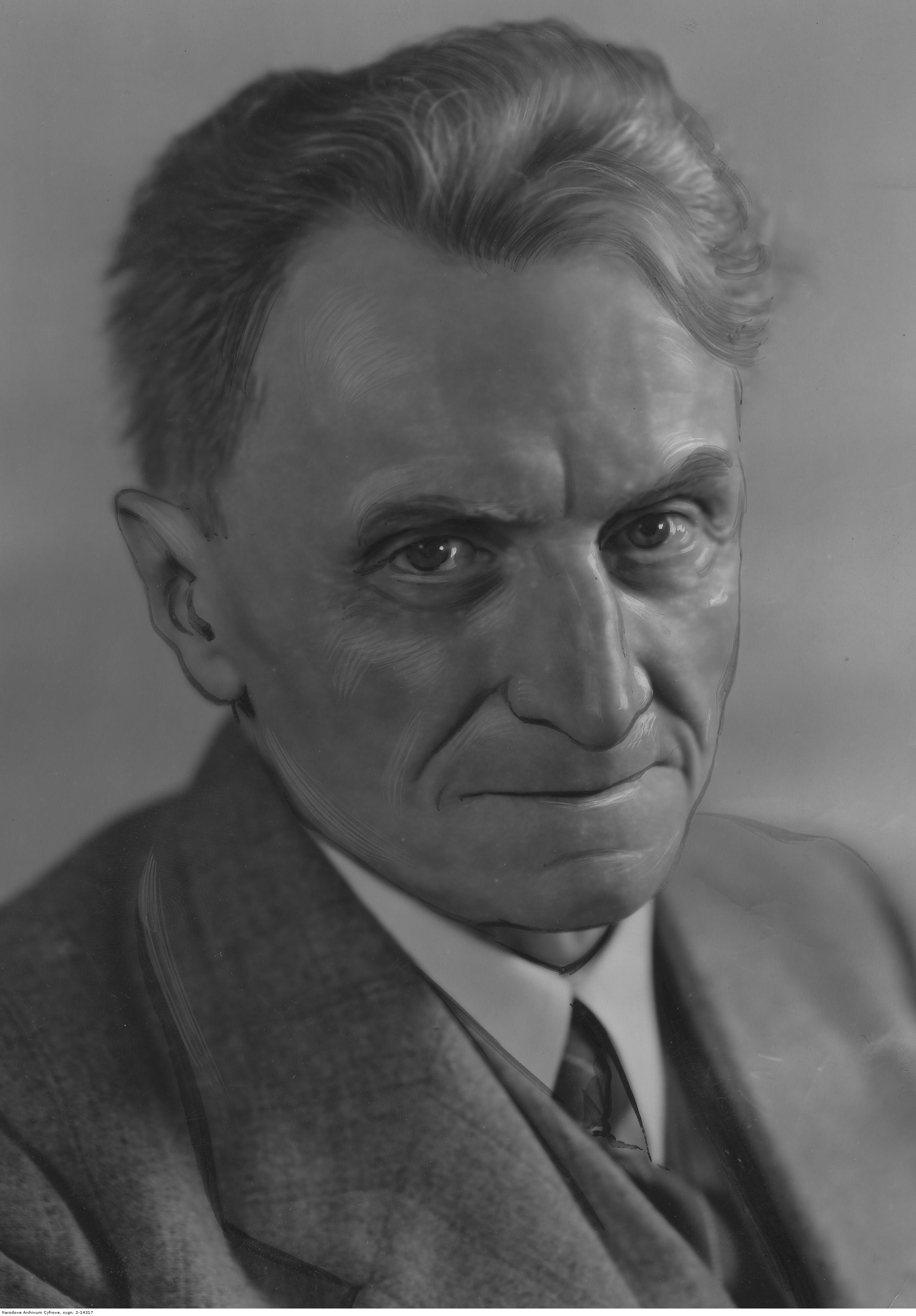
Peter Raabe

Peter Raabe (* 27. November 1872 in Frankfurt (Oder); † 12. April 1945 in Weimar) war ein deutscher Dirigent und Musikwissenschaftler. In der Zeit des Nationalsozialismus erhielt er durch seine Funktion als Präsident der Reichsmusikkammer die Möglichkeit, viele der ihm seit vielen Jahrzehnten wichtigen kulturpolitischen
 Ziele zu realisieren, die sich an deutsch-nationalen Prinzipien orientieren.

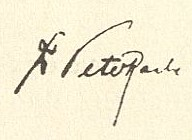
Signatur (1938)

## Leben
Raabes Eltern waren der Kunstmaler und Bühnenbildner Hermann Raabe und Pauline, geb. Flesche, die nach dem frühen Tod ihres Ehemanns autodidaktisch als Klavierlehrerin tätig war. Somit konnte sie ihre vier Kinder ernähren und erteilte ihrem erst fünfjährigen Nesthäkchen Peter auch den ersten Klavierunterricht. Raabe studierte an der Berliner Musikhochschule bei Woldemar Bargiel. Als Kapellmeister ging er nach Königsberg i. Pr., Zwickau, Wuppertal-Elberfeld, Amsterdam und München, wo er die Volks-Symphoniekonzerte des Kaimorchesters vom 7. Oktober 1903 bis zum 21. März 1906 dirigierte. 1907 übernahm er die Leitung der Weimarer Hofkapelle. In dieser Position erwarb er sich bis zum Ende seiner Amtszeit 1920 zahlreiche Verdienste als Dirigent. Von 1920 bis 1934 war er Generalmusikdirektor des Städtischen Orchesters Aachen. Von 1924 bis 1934 war er als Honorarprofessor an der RWTH Aachen tätig. Im September 1897 heiratete Raabe die aus Deutschböhmen stammende Sängerin Zdenka Koràb. Aus dieser Ehe gingen die beiden Kinder Eva und Felix hervor. Felix Raabe, der eng mit seinem Vater zusammenarbeitete, war ebenfalls von 1946 bis 1953 Generalmusikdirektor in Aachen. 
Neben seinen zahlreichen künstlerischen Erfolgen war seine Tätigkeit immer wieder von großen Konflikten geprägt. Zusammen mit seinem Intendanten Strohm wehrte er sich beispielsweise schon in den 1920er Jahren energisch gegen die Heranziehung „seines“  Orchesters zur Kurmusik in Aachen. Für die Kursaison (1. Mai bis 15. September) 1932 wurde aber dann ungeachtet seiner Proteste das Orchester, (vermutlich jeweils in Teilbesetzungen) zu einer unvorstellbar hohen Zahl von 660 Konzerten als Kurorchester verpflichtet. Dies alles war vom Orchester zu leisten neben den jährlichen Städtischen Konzerten und Musiktheateraufführungen, die vornehmlich in der Spielzeit September bis Ende Mai stattfanden.
Raabes Repertoire umfasste neben Werken der Wiener Klassik und der Musik der Romantik in besonderem Maße auch die damalige zeitgenössische Musik bzw. Neue Musik. Er bestand ausdrücklich darauf, seinen Aufruf zur Gründung des Vereins zur Pflege Neuer Musik  in seiner Eigenschaft als privat schaffender Künstler und nicht im Auftrag der Stadt Aachen zu verstehen. Dieser Verein wurde schließlich nach einigen Presseankündigungen der Lokalpresse am 18. Dezember 1927 gegründet. Eine durch einen Zeitungsbericht nachweisbare Aktivität des Vereins war ein Schönbergabend am 18.10.1931, der durch einen Vortrag Raabes ergänzt wurde, über den am Folgetag berichtet wird. Raabe warb unter Bezugnahme auf Liszt um Verständnis für die atonale Musik des Komponisten. 
Raabe setzte sich gleichermaßen für moderne wie für konservative Komponisten ein, wobei ihm möglicherweise erstere wichtiger waren. Besonders intensiv förderte er unter seinen Zeitgenossen Hugo Kaun und Richard Wetz. 1923 machte Raabe in einem Vortrag deutlich, dass es seine sämtlichen Aktivitäten im deutsch-nationalen Sinne verstand. Er versuchte nachzuweisen, „daß die deutsche Musik vor der Musik anderer Völker gewisse Vorzüge besitze, die in ihrer besonderen Tiefe und ihrem Gehalt zum Ausdruck kämen“. Diese Auffassung war zeittypisch und führte auch unter Raabes Einfluss zu dem Begriff der „ernsten Musik“, deren Realisierung er insbesondere in den Kulturorchestern sah und 1938 im Tarifrecht definierte. Erst 2019 verabschiedete man sich in der Orchesterlandschaft Deutschlands von diesen tarifirechtlichen Definitionen der Kulturorchester und dem damit verbundenen kulturpolitischen Raabe-Verständnis einer von den Konzertorchestern besonders gepflegten „ernsten Musik“.
Anlässlich des 70. Geburtstags von Peter Raabe erschien 1942 eine von Franz Morgenroth herausgegebene Festschrift, die in der Einleitung viele biografische Details und im Anhang wichtige Übersichten mit zahlreichen detaillierten Angaben zu Raabes Wirken als Dirigent, Redner und Verfasser von Veröffentlichungen enthält.
Die Aufführung des klassischen Repertoires wird hier nicht erwähnt. Stattdessen werden die unzähligen von Raabe dirigierten Uraufführungen und die unvorstellbar große Zahl von Aufführungen von Werken der noch lebenden Komponisten aufgelistet. Bezeichnenderweise wurde bei diesen Angaben dieser Details der Name Arnold Schönberg, mit dem sich Raabe als Dirigent definitiv in Weimar und Aachen befasst hat, unterschlagen. Es lässt sich nicht mehr nachvollziehen, ob Raabe selbst oder der Herausgeber diese „Korrektur“ in Raabes künstlerischem Schaffen im Hinblick auf die inzwischen in vielfacher Hinsicht höchst „unerwünschte Musik“ vornahm.

### Musikwissenschaftliches Wirken
Seine Hauptbeschäftigung als Musikwissenschaftler galt dem Werk von Franz Liszt, das er als Kustos des Weimarer Liszt-Museums seit 1910 systematisch untersuchte. 1916 wurde er an der Friedrich-Schiller-Universität Jena mit einer Dissertationsschrift Die Entstehungsgeschichte der ersten Orchesterwerke Franz Liszts zum Dr. phil. promoviert. 1931 erschien eine zweibändige Monografie über Liszts Leben und Schaffen, welche auch das erste umfassende Liszt-Werkeverzeichnis enthält und Raabes musikwissenschaftliches Hauptwerk darstellt.

### Kulturpolitiker im Nationalsozialismus

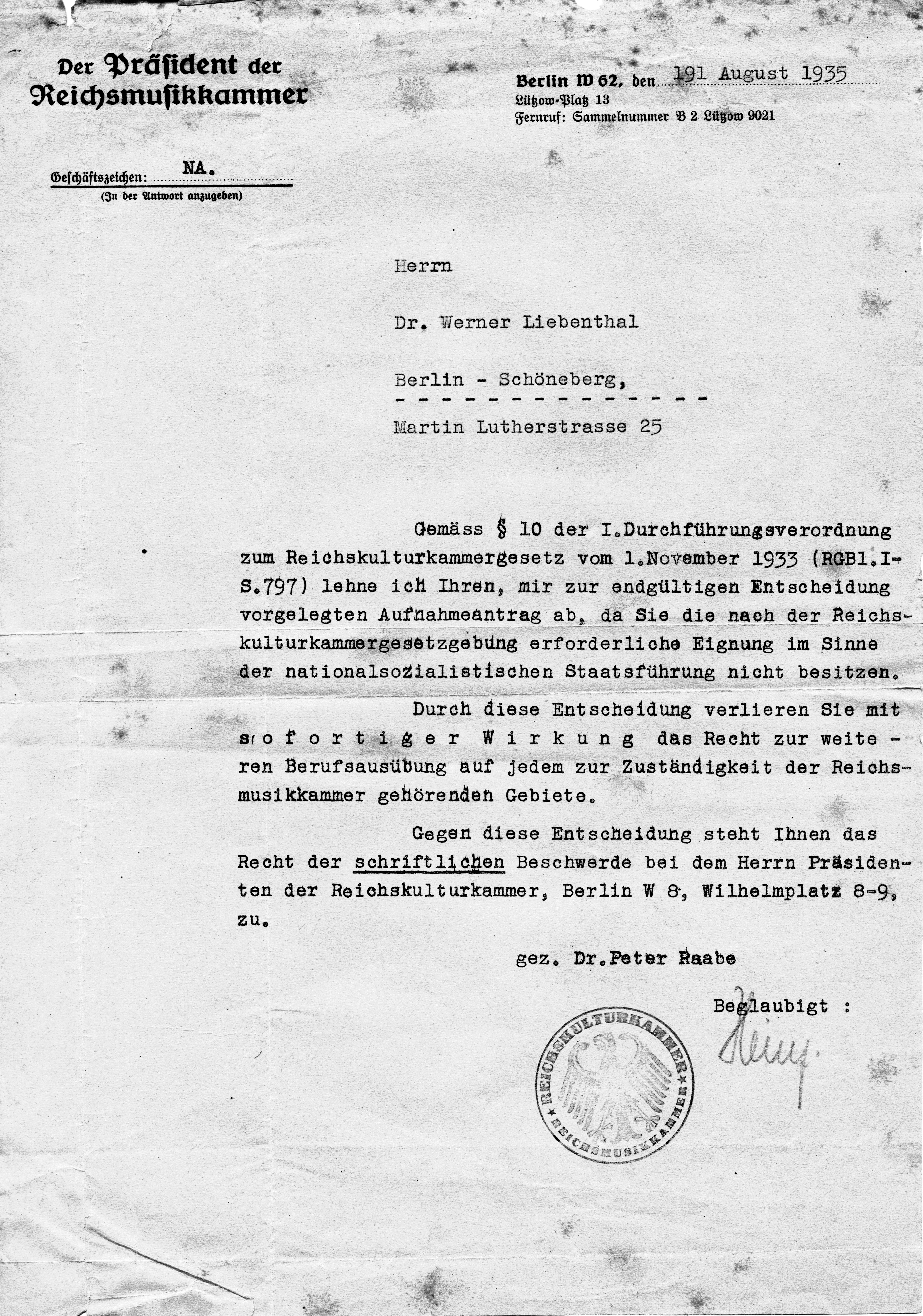
Berufsverbot für den Berliner Musiker Werner Liebenthal, unterzeichnet von Peter Raabe, 9. August 1935

Raabe war ein deutschnationaler Konservativer und begrüßte die nationalsozialistische Musikpolitik ab 1934 leidenschaftlich. Dies zeigte sich auch in seinem unerbitterlichen Kampf gegen die „Negermusik“. Warum er die Musik eines Alban Berg und Arnold Schönberg 1938 als „Zeitkrankheit“ diffamierte, bleibt interpretationsbedürftig. Außerdem gibt es antisemitische Äußerungen von ihm, wie in folgender Äußerung aus dem Jahr 1940 sichtbar wird:
„Der Niedergang der Operette … förderte die Neigung zur Schamlosigkeit so, dass es auch Menschen, die sonst in künstlerischen Dingen ein Gewissen hatten, unempfindlich dagegen machte, daß man sich an den Meisterwerken der Operettenkunst vergriff und sie durch Bearbeitungen, die nur den Zweck hatten, dem verrotteten Zeitgeschmack Zugeständnisse zu machen, entstellte und damit Riesensummen verdiente. Der entscheidende Einfluss … lag bei den Juden.“
Am 6. Juni 1943 wurde die Heirat von Herbert von Karajan mit der „Vierteljüdin“ Anna Maria (Anita) Gütermann (* 2. Oktober 1917) vermerkt und wenige Wochen später wurde „Lt. Ministerentscheid v. 26.6.1943“ festgehalten, dass in dieser Angelegenheit nichts zu unternehmen sei. Ungeachtet dessen wandte sich Raabe im April 1944 an die Reichsleitung und bat um Auskunft über Karajans NSDAP-Mitgliedschaft, da seine Gattin „Vierteljüdin“ sei, woraufhin die Mitgliedschaftsdaten übermittelt wurden. Okrassa kommt mit Berufung auf weitere Quellen zu dem Ergebnis, Raabes Diktion verweise „deutlich auf antisemitische Denkmuster“. Der in diesem Zusammenhang erwähnte Konflikt mit Paul Pella, der im dortigen Wikipediaartikel ausführlicher dargestellt ist, muss auch im Kontext der 1932 erforderlich gewordenen Sparmaßnahmen gesehen werden. Die Kürzung von Raabes Gehalt um 20 %, die gleichzeitige Erweiterung seiner Aufgaben auf das Dirigat von Opern und die Inanspruchnahme des Orchesters für 600 zusätzliche Kurmusiken brachten den gesundheitlich angeschlagenen Raabe zu dem Entschluss, einen Antrag auf vorzeitigen Ruhestand einzureichen. 
Raabe hatte auch wegen dieser Vorkommnisse schon lange vor 1933 für eine neue Musikpolitik gestritten und wollte auch eine Musikkammer einführen. Bereits seit 1934 war er Mitglied des Verwaltungsausschusses und des Präsidialrats der Reichsmusikkammer, des Führerrats des Reichsverbands der gemischten Chöre Deutschlands, Präsidialbeirat der Kameradschaft der deutschen Künstler e. V. und Treuhänder der Spende „Künstlerdank“ des Reichsministeriums für Volksaufklärung und Propaganda. Außerdem wurde er Mitglied des Kuratoriums der Goebbels-Stiftung für Kulturschaffende. Raabe machte bereits in seiner Aachener Zeit mehrfach unmissverständlich deutlich, dass sein spezielles Verständnis vom „Neubau deutscher musikalischer Kultur“ (vgl. Raabe-Rede vom 16. Februar 1934) nur möglich sei, wenn die Orchestermusiker existentiell besonders abgesichert seien. Schon wenige Monate nach Bekanntwerden dieser Forderungen gab es konkrete Schritte zur Etablierung einer tariflich abgesicherten sinfonischen Monokultur, die deutschlandweit als sogenanntes Kulturorchestersystem für alle größeren Kommunen bis heute Realität blieben. 1935 erhielt er den Vorsitz der Reichsmusikkammer, nachdem Richard Strauss 1935 als Präsident zurückgetreten war. Raabe führte die RMK bis 1945. Auf Antrag vom 21. Mai 1937 wurde Raabe rückwirkend zum 1. Mai 1937 in die NSDAP aufgenommen (Mitgliedsnummer 3.934.040).
Als Präsident der Reichsmusikkammer sorgte Raabe dafür, dass vor allem die „nichtarischen“ Musiker entweder erst gar nicht in die RMK aufgenommen oder nachträglich ausgeschlossen  wurden. So unterzeichnete Raabe am 10. April 1940 eine Liste der von der Mitgliedschaft in der RMK ausgeschlossenen Musiker, in diesem Falle hier überwiegend als „Zigeuner“ bezeichnet. Das bedeutete für die betroffenen Musiker ein existenzbedrohendes Berufsverbot, weil eine Mitgliedschaft in der RMK Voraussetzung für eine Tätigkeit als Künstler war. Insgesamt sind mehr als 3000 von Raabe persönlich unterzeichnete Berufsverbote bekannt. Da man „kein Stellung kampflos“ räumt, stellte beispielsweise der bereits seit 1933 in England lebende Berliner Kapellmeister Heinz Unger, der jüdischer Abstammung war, einen Antrag zur Aufnahme in die Reichsmusikkammer, wohl wissend, dass er eine Ablehnung erhalten würde. Am 15. August 1935 erhielt Unger von Raabe die zu erwartende Ablehnung seines Antrags, da er die „erforderliche Eignung im Sinne der nationalsozialistischen  Staatsführung“ nicht besitze. Unger war in Berlin kein Unbekannter, denn er war bereits 1919–1921 mehrfach Gastdirigent der Berliner Philharmoniker und dirigierte neben seinen sonstigen vielfachen Tätigkeiten noch 1932 in der Berliner Philharmonie.
Ein weiteres Beispiel ist das Berufsverbot, das am 15. April 1937 gegen den weniger bekannten Carl Stenzel (dessen Ehefrau Jüdin war) verhängt worden war. Raabes Standardtext lautete in diesem und den vielen anderen Fällen:
„Gemäß § 10 der Durchführungsverordnung zum Reichskulturkammergesetz vom 1. November 1933 lehne ich Ihren, mir zur endgültigen Entscheidung vorgelegten Aufnahmeantrag ab, da Sie die nach der Reichskulturkammergesetzgebung erforderliche Eignung im Sinne der nationalsozialistischen Staatsführung nicht besitzen. Durch diese Entscheidung verlieren Sie mit sofortiger Wirkung das Recht der weiteren Berufsausübung.“
Allerdings scheint Raabe bis 1930 die Frage der Herkunft und auch des Geschlechtes der Musikschaffenden für belanglos gehalten zu haben. Besonders bemerkenswert ist beispielsweise die in Weimar am 01.05.1910 uraufgeführte Oper Das Gelöbnis der in Indonesien geborenen Komponistin Cornélie van Oosterzee (1863-1943).
Außer der Aufführung von Werken Schönbergs führte Raabe in Weimar und Aachen Kompositionen von mindestens sieben weiteren jüdischen Komponisten einschließlich der Komponistin Maria Herz, geb. Bing (1878-1950) auf. 
Raabe führte auch einige Werke von Komponisten auf, die aufgrund der nationalsozialistischen Bedrohung ins Exil gingen, die flohen oder deren Werke in der NS-Zeit als unerwünscht galten.
Raabe war einer der wichtigsten Repräsentanten der nationalsozialistischen Musikpolitik. Sein Gegenspieler im Reichsministerium für Volksaufklärung und Propaganda war ab 1937 Heinz Drewes, mit dem er um Kompetenzen rang. Bezeichnend war sein Einsatz auf Reichsparteitagen. So dirigierte er bei der Kulturtagung des Reichsparteitages 1935 (des Parteitages der Freiheit) in Anwesenheit von Hitler und allen NS-Oberen Beethovens Egmont-Ouvertüre zur Einleitung der Reden von Rosenberg und Hitler. Hitler hielt dann eine Rede über Kunstpolitik, in der er die Kunst als die „Verkünderin des Erhabenen und Schönen“ und „Trägerin des natürlichen und Gesunden“ kennzeichnete. Dann folgte eine Abrechnung mit den „Kulturverbrechern“ der demokratischen Zeit wie Dadaisten, Kubisten und den Vertretern der Neuen Sachlichkeit. Dabei hetzte Hitler auch mit den bekannten Narrativen gegen Juden. Raabe dirigierte anschließend Beethovens Fünfte Symphonie.
Vom 5. bis 7. Juni 1937 wurde die Aufstellung einer Brucknerbüste in der Walhalla als Anlass für die Abhaltung eines Brucknerfestes benutzt. Dieses wurde als Staatsakt zelebriert. Raabe enthüllte am 6. Juni die mit einer Hakenkreuzflagge umwickelte Büste des österreichischen Komponisten Anton Bruckner und Hitler legte einen Lorbeerkranz nieder. Es spielten die Münchner Philharmoniker; die Regensburger Domspatzen sangen unter DKM Theobald Schrems die Bruckner-Motette „Locus iste“. Beim Festprogramm am nächsten Tag wurde eine Brucknermedaille an Goebbels, Raabe und die Münchner Philharmonie verliehen. Raabe hielt den Festvortrag. Sinn der Propagandaveranstaltung war nach Okrassa die Festigung der kulturellen Fassade des NS-Staates.
Raabe trat sehr häufig als Redner auf und verkündete die Grundlinien der nationalsozialistischen Musikpolitik.
Anlässlich der Reichsmusiktage 1938 in Düsseldorf weigerte sich Raabe, an dieser Veranstaltung teilzunehmen, und bot am 8. Mai seinen Rücktritt an, weil er Hans Severus Ziegler, den Organisator der begleitenden Ausstellung Entartete Musik, für einen inkompetenten „Laien“ hielt. Die Gründe für diese unerwartete Rücktrittsankündigung lagen zunächst darin, dass er in die Vorbereitung nicht mit einbezogen worden war und mit der Ankündigung, er würde die Eröffnungsrede halten, ohne vorherige Absprache vor vollendete Tatsachen gestellt worden war. Dies unter keinen Umständen zu duldende Verhalten Zieglers empfand der schon in seiner Aachener Zeit vielfach gekränkte Raabe als eine unerträgliche Demütigung. An Raabes Stelle hielt Paul Graener die Eröffnungsrede bei den Reichsmusiktagen. Ebenso weigerte sich Raabe, bei der Eröffnung der Ausstellung „Entartete Musik“ in Weimar, die zusammen mit der Wanderausstellung „Entartete Kunst“ präsentiert wurde, die Rede zu halten. Beides blieb in der Öffentlichkeit unbemerkt, da die Zeitungen des Dritten Reiches nicht über Raabes Rücktrittserklärung berichteten. Der für deutschnationale Gedanken eintretende Peter Raabe sprach aber durchaus von einer „Zeit schlimmster Kulturentartung“. Raabe begrüßte beispielsweise vehement das Verbot des „Nigger-Jazz“ im deutschen Rundfunk vom Oktober 1935. Vor allem störte ihn bei den im Jazz gebräuchlichen Dirty tones der „schäbige Klang der Jazzmusik und die bockenden Synkopen der amerikanischen Tänze, die unsere guten deutschen verdrängt haben.“ Werktreue war für ihn hingegen ein wichtiges Kriterium für ein „sauberes Musikleben.“ Die deutsche Unterhaltungsmusik habe „die Pflicht abzurücken von allem Entarteten, Krankhaften, von allem Ungesunden und Angefaulten“. Raabe störte nicht die Zuordnung des Jazz zur „entarteten Musik“. Das weiße und reine „hohe Kulturgut deutscher Musik“ verstand er als einen Gegenbegriff zur schwarzen und „dreckigen“ „Niggermusik“ und dem dortigen improvisatorischen Prinzip. Der Jazz stand Raabes Ideal des am großen sinfonischen Werk orientierten „Kulturorchesters“ diametral entgegen.
In einem Beitrag in der Zeitschrift Die Musik aus dem März 1941 unter dem Titel Was die Reichsmusikkammer nicht ist rechtfertigte er noch einmal die nationalsozialistische Kulturpolitik, was von Fred K. Prieberg folgendermaßen kommentiert wird: „So klar und deutlich war zuvor noch keine Darstellung der Reichsmusikkammer als Instrument der politischen Kontrolle und Disziplinierung.“
„(…) Die Totalitätsforderung des Nationalsozialismus schließt es in sich, daß auch die Organisation alles Kunstwesens sich lücken- und fugenlos einfügen muß in die Gesamtpolitik des Reiches. Es kann im nationalsozialistischen Staat keine Kunstpolitik geben, die der allgemeinen Politik widerspricht. Die Linie der großen Politik darf nicht durchkreuzt werden durch andere Linien, die von der Kunstbetätigung ausgehen. Darauf acht zu haben und darüber zu wachen ist eine der wichtigsten Aufgaben der Reichsmusikkammer. Ihr Augenmerk hat gerichtet zu sein auf die Reinerhaltung der Musik. Was sich als der Staatsgesinnung feindlich erweist, kann nicht geduldet werden und wenn es noch so viel Talent verriete.“
In seinen letzten Lebensjahren zog sich Raabe häufiger nach Weimar zurück. Er stellte vermutlich hier das Manuskript zu seinem großen letzten Buch „Werktreues Dirigieren“ fertig, dessen großer Umfang und inhaltliche Komplexität darauf hindeuten, dass ihn diese Arbeit einige Jahre, also schon seit etwa 1940, beschäftigte. Das Werk wurde nicht veröffentlicht. In Weimar wurde er 1945 auf dem Historischen Friedhof begraben.
In der Sowjetischen Besatzungszone wurden Raabes Schriften Die Musik im Dritten Reich (1935) und Kulturwille im deutschen Musikleben (1936) auf die Liste der auszusondernden Literatur gesetzt.

## Ehrungen
- Medaille für Kunst und Wissenschaft (Sachsen-Altenburg)[36]
- Roter Adlerorden IV. Klasse[36]
- Hausorden vom Weißen Falken II. Klasse[36]
- Ehrenkreuz für Heimatverdienst[36][37]
- Goethe-Medaille für Kunst und Wissenschaft (1942)

## Schriften
- Die Entstehungsgeschichte der ersten Orchesterwerke Liszts, Leipzig: Breitkopf & Härtel  1916 online
- Wie denke ich über den deutschen Orchestermusiker? – In: Das Orchester 1924, 48f.
- Deutsches Musikwesen und deutsche Art. – In: Allgemeine Musikzeitung. Wochenschrift für das Musikleben der Gegenwart 1926, 53, 737f.
- Franz Liszt, 2 Bände, 1931
- Schreiben vom 16. Oktober 1935. – In: Funk und Bewegung 5/11. 1935
- Adolf Hitlers Kulturwille und das Konzertwesen, (Rede vom Oktober 1933). – In: Peter Raabe, Kulturpolitische Reden und Aufsätze. Bd. 2: Kulturwille im deutschen Musikleben. Regensburg: Gustav Bosse 1936, 9-12.
- Stadtverwaltung und Chorgesang (Rede aus dem Jahr 1928). – In: Peter Raabe, Kulturpolitische Reden und Aufsätze. Bd. 2: Kulturwille im deutschen Musikleben. Regensburg: Gustav Bosse 1936, 26-41.
- Vom Neubau deutscher musikalischer Kultur (Rede vom 16. Februar 1934). – In: Presseamt der Reichsmusikkammer (Hrsg.), Kultur, Wirtschaft, Recht- und die Zukunft des deutschen Musiklebens. Berlin: Parrhysius, 204–240.
- Rede zur Feier des 50-jährigen Bestehens des Hamburger Lehrer-Gesangvereins. – In: Zeitschrift für Musik 1936, 103, 1457.
- Die Musik im dritten Reich. Kulturpolitische Reden und Aufsätze, 1936
- Wesen und Aufgabe der Reichsmusikkammer. – In: Hinkel, Hans, Handbuch der Reichskulturkammer. Berlin: Dt. Verl. f. Politik u. Wirtschaft, 1937, 91-94.
- Deutsche Meister. Reden von Peter Raabe, 1937
- Über die Werktreue und ihre Grenzen. Ein Vorwort zu einem noch zu schreibenden Buch. – In: Hoffmann, Hans/Rühlmann, Franz (Hgg.), Festschrift Fritz Stein zum 60. Geburtstag. Braunschweig: Litolff 1939, S. 153–160.
- Um die Unterhaltungsmusik. – In: Die Musik-Woche 1940, 8, 309.
- Antwort auf die Umfrage: „Wie steht der ernste Musiker zur Unterhaltungsmusik?“ – In: Das Podium der Unterhaltungs-Musik 1942, 241f.
- Wege zu Weber, 1942
- Wege zu Liszt, 1943
- Wege zu Bruckner, 1944

## Nachlass und sonstige Archivalien
- Briefe von P. Raabe befinden sich im Bestand des Leipziger Musikverlages C. F. Peters im Staatsarchiv Leipzig.
- Im Stadtarchiv Aachen befindet sich ein Teil des Nachlasses von Peter Raabe (Signatur NLS 7). Dieser enthält seine bislang unveröffentlichte Schrift „Werktreues Dirigieren“. Weiterhin die Personalakte des GMD Prof. Dr. Peter Raabe (Signatur PER 3) und 11 Archiveinheiten zur Peter-Raabe-Stiftung (Signatur Ver 29)